# Wani
Wani là một thành phố và là nơi đặt hội đồng đô thị (municipal council) của quận Yavatmal thuộc bang Maharashtra, Ấn Độ.

## Địa lý
Wani có vị trí 20°04′B 78°57′Đ / 20,07°B 78,95°Đ Nó có độ cao trung bình là 228 mét (748 feet).

## Nhân khẩu
Theo điều tra dân số năm 2001 của Ấn Độ, Wani có dân số 52.814 người. Phái nam chiếm 51% tổng số dân và phái nữ chiếm 49%. Wani có tỷ lệ 74% biết đọc biết viết, cao hơn tỷ lệ trung bình toàn quốc là 59,5%: tỷ lệ cho phái nam là 80%, và tỷ lệ cho phái nữ là 68%. Tại Wani, 13% dân số nhỏ hơn 6 tuổi.